# Liste der Gouverneure der Turks- und Caicosinseln
Die Liste der Gouverneure der Turks- und Caicosinseln umfasst die Gouverneure des in der Karibik liegenden britischen Überseegebiets Turks- und Caicosinseln seit 1973.

## Gouverneure
| Beginn der Amtszeit | Ende der Amtszeit  | Amtsinhaber                                |
| ------------------- | ------------------ | ------------------------------------------ |
| 1973                | 1975               | Alexander Graham Mitchell                  |
| 1975                | 1978               | Arthur Christopher Watson                  |
| 1978                | 1982               | John Clifford Strong                       |
| 1982                | 1987               | Christopher J. Turner                      |
| 1987                | 1993               | Michael J. Bradley                         |
| 1993                | 1996               | Martin Bourke                              |
| 1996                | 2000               | John Kelly                                 |
| 2000                | 2002               | Mervyn Jones                               |
| 2002                |                    | Cynthia Astwood (kommissarisch)            |
| 2002                | 2005               | Jim Poston                                 |
| 2005                |                    | Mahala Wynns (kommissarisch)               |
| 2005                | 2008               | Richard Tauwhare                           |
| 2008                | 5. August 2008     | Mahala Wynns (kommissarisch, 2. Amtszeit)  |
| 5. August 2008      | 22. August 2011    | Gordon Wetherell                           |
| 22. August 2011     | 12. September 2011 | Martin Stanley (kommissarisch)             |
| 12. September 2011  | 15. September 2013 | Ric Todd                                   |
| 15. September 2013  | 9. Oktober 2013    | Anya Williams (kommissarisch)              |
| 9. Oktober 2013     | 10. Oktober 2016   | Peter Beckingham                           |
| 10. Oktober 2016    | 17. Oktober 2016   | Anya Williams (kommissarisch, 2. Amtszeit) |
| 17. Oktober 2016    | 7. Juli 2019       | John Freeman                               |
| 7. Juli 2019        | 15. Juli 2019      | Anya Williams (kommissarisch, 3. Amtszeit) |
| 15. Juli 2019       | 29. März 2023      | Nigel Dakin                                |
| 29. März 2023       | 29. Juni 2023      | Anya Williams (kommissarisch, 4. Amtszeit) |
| 29. Juni 2023       | amtierend          | Dileeni Daniel-Selvaratnam                 |